# Moussa N’Diaye
Moussa N’Diaye (Piré, 1979. február 20. – ) szenegáli válogatott labdarúgó.

## Pályafutása

### Klubcsapatban
Pályafutása során számos csapatban megfordult. Franciaországban játszott többek között a AS Monaco, a Sedan, az Istres, az Ajaccio és az AJ Auxerre együttesében. 2000-ben tagja volt a francia bajnoki címet szerző Monaco keretének. Később játszott még Katarban és Szenegálban is. 

### A válogatottban
1998 és 2007 között 58 alkalommal szerepelt az szenegáli válogatottban és 8 gólt szerzett. Részt vett a 2000-es afrikai nemzetek kupáján, mellette tagja volt a 2002-es afrikai nemzetek kupáján ezüstérmet szerzett válogatott keretének és részt vett a 2002-es világbajnokságon is.

## Sikerei, díjai
AS Monaco
- Francia bajnok (1): 1999–2000

Szenegál
- Afrikai nemzetek kupája döntős (1): 2002